# Коршуновский тоннель
Коршуновский тонне́ль — железнодорожный тоннель на Байкало-Амурской магистрали, на участке Тайшет — Лена.
Тоннель расположен на территории Нижнеилимского района Иркутской области, в пределах Лено-Ангарского плато Среднесибирского плоскогорья, у западной горловины станции Коршуниха-Ангарская. Тоннель состоит из двух параллельных однопутных ниток, длина — 950,5 м и проложен в осадочных породах сейсмичностью 6 баллов.
Первая нитка тоннеля была выстроена в 1968—1973 годах тоннельным отрядом «Гидроспецстроя».
С увеличением объёма железнодорожных перевозок по БАМу стало понятно, что однониточный тоннель не справляется с потоком, помимо этого, немало проблем доставляла его высокая обводнённость. В 2004 году «Бамтоннельстроем» было начато строительство второй нитки тоннеля. Разработка тоннеля велась горным способом с применением обделки из монолитного железобетона. При укладке пути впервые на сети РЖД использовались демпферные маты, позволившие снизить уровень вибрации и увеличить скорость поездов. 20 июня 2008 года второй путь был запущен в эксплуатацию.
В конце 2009 года первая нитка тоннеля закрылась на реконструкцию. В ходе ремонта были произведены тампонаж заобделочного пространства, укрепление пород, замена обделки, реконструированы пути с использованием демпферных матов. В начале ноября 2012 года старая нитка тоннеля была введена в эксплуатацию после реконструкции.